# Zimski kup Gornjeg Jadrana
Zimski kup Gornjeg Jadrana, odnosno  Kup Gornjeg Jadrna, je bio nogometni turnir za senirske momčadi kojeg je organizirala "HNK Rijeka" (tada "NK Rijeka") od 1973. do 1982., te nanovo 1995. godine. Turnir je igran u zimskoj pauzi.

## Pobjednici i sudionici
| godina        | pobjednik             | drugopasirani    | ostali sudionici, napomene     |
| ------------- | --------------------- | ---------------- | ------------------------------ |
| 1973.         | Rijeka                |                  |                                |
| 1974.         | Vojvodina Novi Sad    | Rijeka           | Dinamo Zagreb Partizan Beograd |
| 1975.         | Crvena zvezda Beograd | Dinamo Zagreb    | Rijeka Partizan Beograd        |
| 1976.         | Dinamo Zagreb         | Partizan Beograd | Rijeka                         |
| 1977.         | Rijeka                | Dinamo Zagreb    | Sloboda Tuzla Partizan Beograd |
| 1978.         | Napredak Kruševac     |                  | Rijeka                         |
| 1979.         | Rijeka                |                  |                                |
| 1980.         | Olimpija Ljubljana    |                  | Rijeka                         |
| 1981.         | Rijeka                |                  |                                |
| 1982.         | Dinamo Zagreb         |                  | Rijeka                         |
| 1983. – 1994. | nije igrano           | nije igrano      | nije igrano                    |
| 1995.         | Croatia Zagreb        |                  | Rijeka                         |

 Napomena: zastavice prema osamostaljenim državama 

## Poveznice
- HNK Rijeka
- Kvarnerska rivijera
- Memorijal Pero Radaković